# Algierskie Siły Powietrzne
Algierskie siły powietrzne (القوات الجوية الجزائري, Al-Kuwwat al-Dżawwija al-Dżazairija) – wojska lotnicze składające się głównie z samolotów wyprodukowanych w ZSRR/Rosji i USA.

## Historia
Lotnictwo sformowano po uzyskaniu niepodległości 5 lipca 1962 roku wraz z powstaniem Narodowej Armii Ludowej Algierii, wywodzącej się z Armée de Libération Nationale, chociaż planowanie rozpoczęto podczas wojny algierskiej z Francją w 1956 roku, a szkolenie personelu prowadzono od 1958 roku w krajach arabskich i komunistycznych.
Od 1962 Algieria otrzymała od ZSRR używane wyposażenie, w tym 10 śmigłowców Mi-4 w 1962, w latach 1963-1965 samoloty bojowe: 15 MiG-15bis, 20 MiG-17 i 20 szkolnych MiG-15UTI oraz od 1965 samoloty transportowe: 8 Ił-14 Crate i 8 An-12 Cub. Niewielką liczbę maszyn, w tym MiG-15 i Jak-11 w latach 60. podarował też Egipt. W latach 1965–1967 z ZSRR dostarczono dalsze 30 MiG-17 i 30 Mi-4 oraz 48 ponaddźwiękowych MiG-21F-13 Fishbed-C i 12 samolotów bombowych Ił-28 Beagle. W 1966 otrzymano pierwsze baterie przeciwlotnicze typu S-75 Dwina. W 1969 zakupiono 4 transportowce Ił-18 Coot, a w 1972 śmigłowce Mi-6T Hook. Znaczącą modernizację lotnictwo przeszło w latach 70. wraz z dostawami 30 samolotów szturmowych Su-7BMK/U od 1972 roku, 35 śmigłowców transportowych Mi-8T w latach 1975-1985. Między 1976 i 1979 pozyskano 11 holenderskich F-27 Friendship i 2 F-28 Fellowship. W latach 1977–1978 do Algierii trafiło 86 myśliwców MiG-21MF/UM i 32 szturmowe Su-20. Między 1978 i 1980 dostarczono 65 MiG-23 w wersjach myśliwskiej MS, szturmowej BN oraz treningowej UB oraz 9 rozpoznawczych MiG-25RB Foxbat-B, a w 1979 20 myśliwskich MiG-25P Foxbat-A i treningowych MiG-25U. W latach 1979–1981 nowymi systemami przeciwlotniczymi stały się 40 9K31 Strzała-1 i 20 9K33 Osa. Zakupy w latach 80. obejmowały głównie 15 MiG-21bis (1981), 18 śmigłowców szturmowych Mi-24D (od 1981), 10 baterii 2K12 Kub i 5 systemu S-125M (od 1982), 32 czechosłowackie L-39ZA (od 1987), 9 transportowych Ił-76M i śmigłowce Mi-2 (od 1989). Przed upadkiem ZSRR w 1991 do kraju dostarczono jeszcze 10 Su-24. W latach 1981–1990 zakupiono także 20 transportowców Lockheed C-130 Hercules w wersjach H, H-30 i L-100-30 produkcji amerykańskiej.
W 1994 roku w obronie kraju służyły 3 eskadry samolotów MiG-21 Fishbed, a także jednostka wyposażona w samoloty MiG-25 Foxbat w wersji rozpoznania strategicznego MiG-25 oraz szkolenia operacyjnego MiG-25C. Zadania szturmowe wypełniały samoloty MiG-17F Fresco, MiG-23 Flogger, Su-20 Fitter-C Su-7 Fitter-A oraz śmigłowce Mi-24 Hind Mi-8 Hip i Mi-4 Hound w liczbie po 24 sztuki każdy. Zadania transportowe pełniło 20 samolotów Lockheed C-130 Hercules oraz samoloty produkcji radzieckiej An-12 Cub, An-26 Curl oraz 4 samoloty typu Ił-76 Candid. Na wyposażeniu znajdowały się także 2 samoloty F-27 Friendship 400M służące celom patrolowym.
W 2006 roku zawarto kontrakt na 28 myśliwców Su-30MKA, następnie w 2010 roku podpisano kontrakt na 16 dodatkowych maszyn, a w 2015 roku zamówiono kolejną partię 14 maszyn. W 2016 roku podpisano kontrakt na 12 samolotów szturmowych Su-32
11 lutego 2014 w katastrofie algierskiego C-130H-30 zginęły 102 osoby. 13 października 2014 roku w prowincji Djelfa rozbił się bombowiec frontowy Su-24 dwaj członkowie jego załogi zginęli. 11 listopada 2014 roku około godz. 18:30 podczas rutynowego lotu treningowego rozbił się myśliwiec MiG-25 pilot zdołał się katapultować i przeżył. W 2018 roku doszło do katastrofy Ił-76MD w której zginęło 257 osób.

## Wyposażenie
| Su-30                          | Rosja             | myśliwiec wielozadaniowy       | Su-30MKA                   | 58    |                                       |
| MiG-29                         | ZSRR              | myśliwiec                      | MiG-29S MiG-29UB           | 26 6  | ex-białoruskie i ukraińskie           |
| Su-32                          | Rosja             | samolot szturmowy              |                            | 0/12  |                                       |
| Su-24                          | ZSRR · Rosja      | samolot szturmowy rozpoznawczy | Su-24MK2 Su-24MRK2 Su-24MP | 23    |                                       |
| Specjalnego przeznaczenia      |                   |                                |                            |       |                                       |
| Beechcraft 1900                | Stany Zjednoczone | rekonesans                     |                            | 6     |                                       |
| Gulfstream G550                | Stany Zjednoczone | rekonesans                     |                            | 3     |                                       |
| Beechcraft King Air            | Stany Zjednoczone | rekonesans/patrol morski       | B200 B350                  | 4     |                                       |
| Powietrzne tankowce            |                   |                                |                            |       |                                       |
| Ił-78                          | ZSRR              | tankowiec                      | Ił-78M                     | 5     |                                       |
| Samoloty transportowe/tankowce |                   |                                |                            |       |                                       |
| Lockheed C-130 Hercules        | Stany Zjednoczone | taktyczny transportowiec       | C-130H                     | 14    |                                       |
| Lockheed L-100 Hercules        | Stany Zjednoczone | taktyczny transportowiec       | LM-100J                    | 2     |                                       |
| Ił-76                          | ZSRR              | strategiczny transportowiec    | Ił-76MD Ił-76D             | 11    | 1 utracono w katastrofie w 2018 roku. |
| CASA C-295                     | Hiszpania         | średni transportowiec          | C-295M                     | 5     | od 2005, 1 utracono w 2012.           |
| Beechcraft 1900                | Stany Zjednoczone | transportowy rozpoznawczy      | 1900D                      | 6     |                                       |
| Beechcraft Super King Air      | Stany Zjednoczone | transportowy                   | C90B B200 B300 350ER       | 20    |                                       |
| Pilatus PC-6                   | Szwajcaria        | samolot użytkowy               |                            | 2     |                                       |
| ATR 72                         | Francja           | VIP                            |                            | 1     |                                       |
| Airbus A340                    | Francja           | VIP                            | A340-500                   | 1     |                                       |
| Samoloty szkolno-treningowe    |                   |                                |                            |       |                                       |
| Aero L-39 Albatros             | Czechosłowacja    | szkolno-bojowe                 | L-39ZA L-39C               | 55    |                                       |
| Jak-130                        | Rosja             | szkolno-bojowe                 |                            | 16    |                                       |
| Śmigłowce                      |                   |                                |                            |       |                                       |
| AgustaWestland AW101           | Włochy            | VIP                            | AW101                      | 2     |                                       |
| AgustaWestland AW119 Koala     | Włochy            | śmigłowiec szkoleniowy         | AW119                      | 8     |                                       |
| AgustaWestland AW139           | Włochy            | śmigłowiec użytkowy            |                            | 11    |                                       |
| PZL W-3 Sokół                  | Polska            | śmigłowiec wielozadaniowy      | W-3 Sokół                  | 8     |                                       |
| Mi-8                           | ZSRR · Rosja      | śmigłowiec wielozadaniowy      | Mi-8T Mi-17 Mi-171         | 138   |                                       |
| Mi-24                          | ZSRR              | śmigłowiec szturmowy           | Mi-24 Mk3                  | 33    |                                       |
| Mi-26                          | ZSRR              | śmigłowiec transportowy        |                            | 14    |                                       |
| Mi-28                          | Rosja             | śmigłowiec bojowy              |                            | 17/42 | Zamówiono 25                          |
| Mi-2                           | Polska            | śmigłowiec szkolny             | Mi-2                       | 22    |                                       |
| Eurocopter Écureuil            | Francja           | śmigłowiec użytkowy            | AS355                      | 14    |                                       |
| Bell 412                       | Stany Zjednoczone | śmigłowiec użytkowy            | 412EP                      | 3     |                                       |
| Ka-32                          | ZSRR              | SAR                            | Ka-32T Ka-32C              | 3     |                                       |

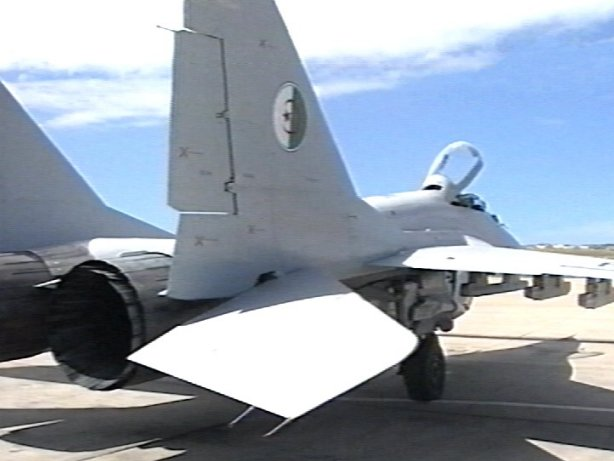
Mig-29S

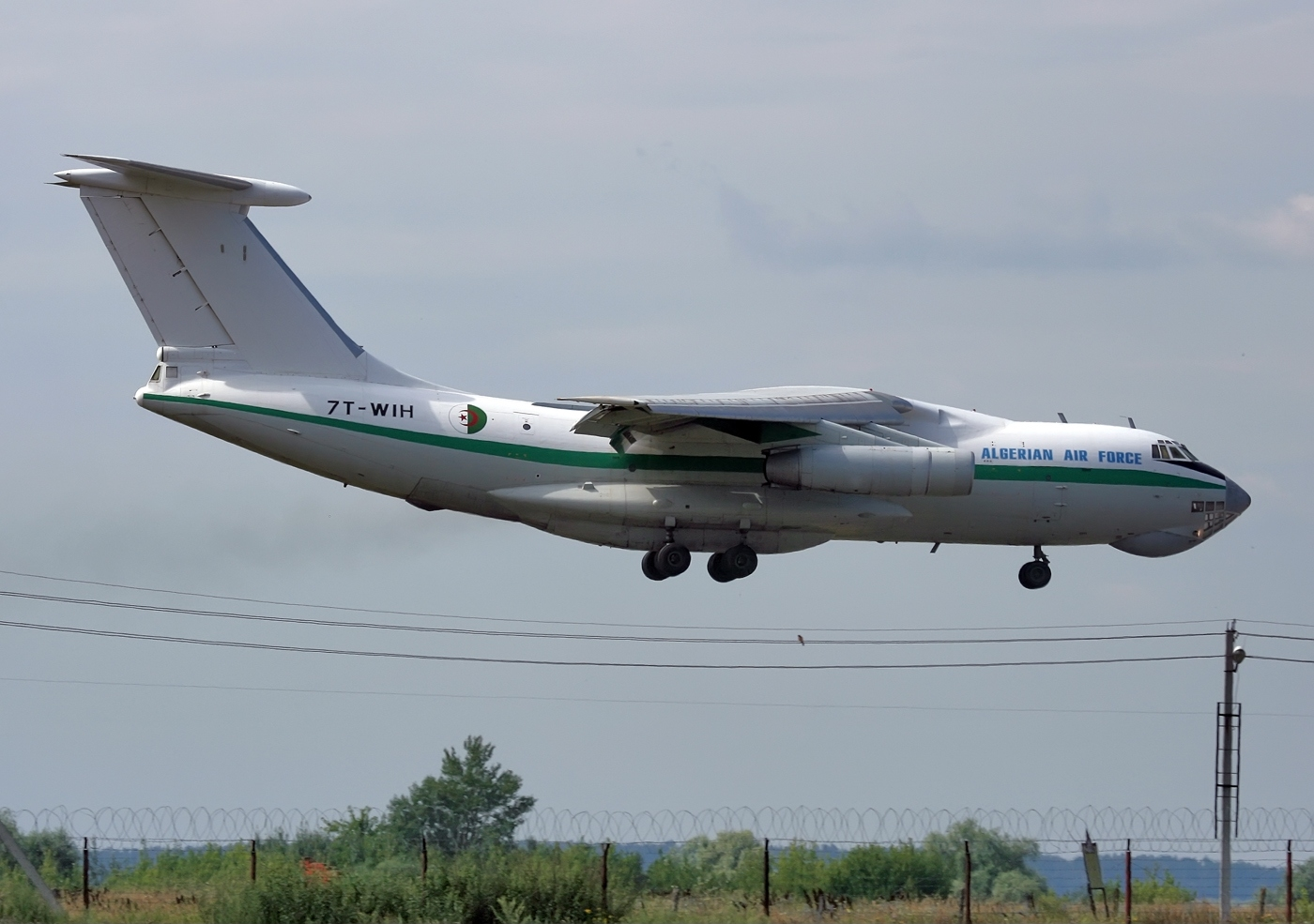
Ił-76TD

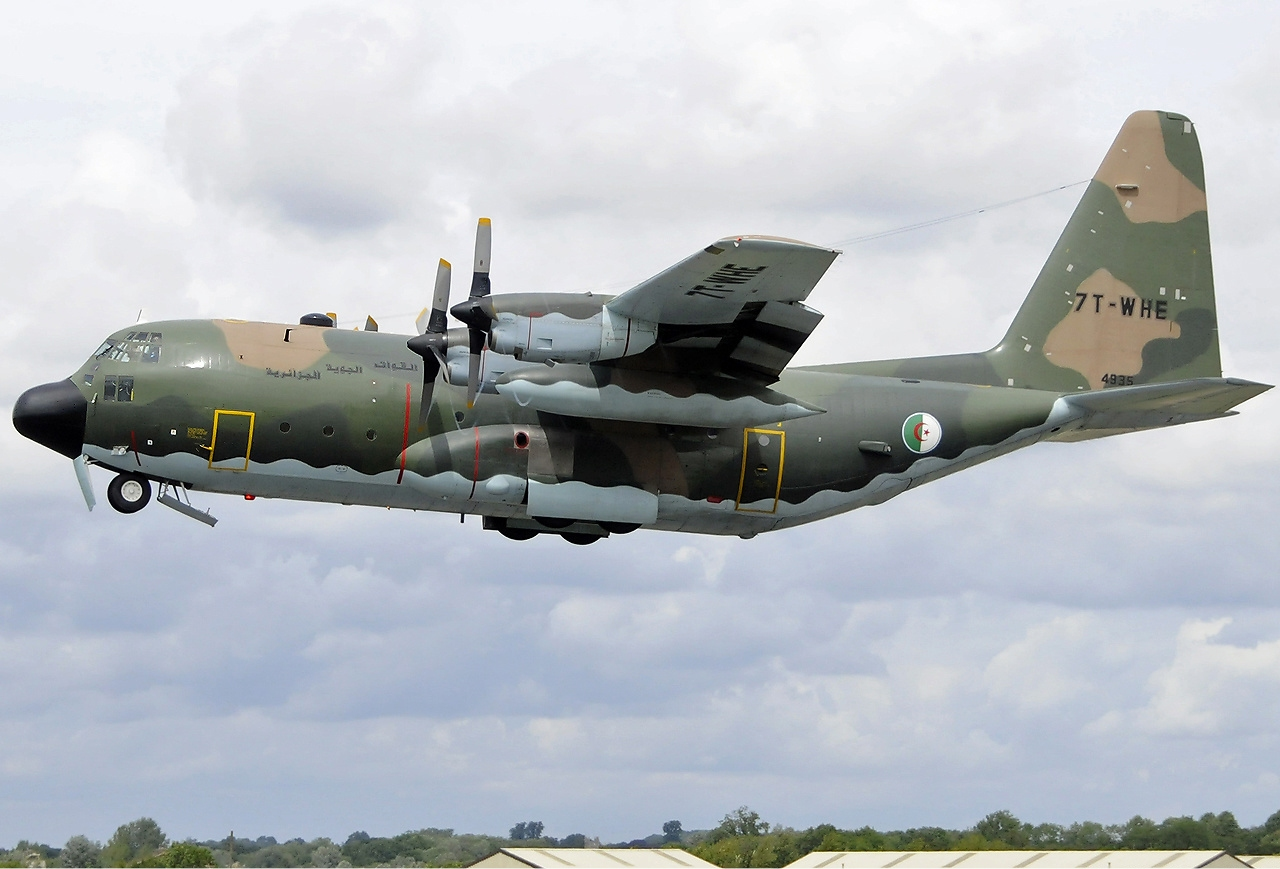
C-130H

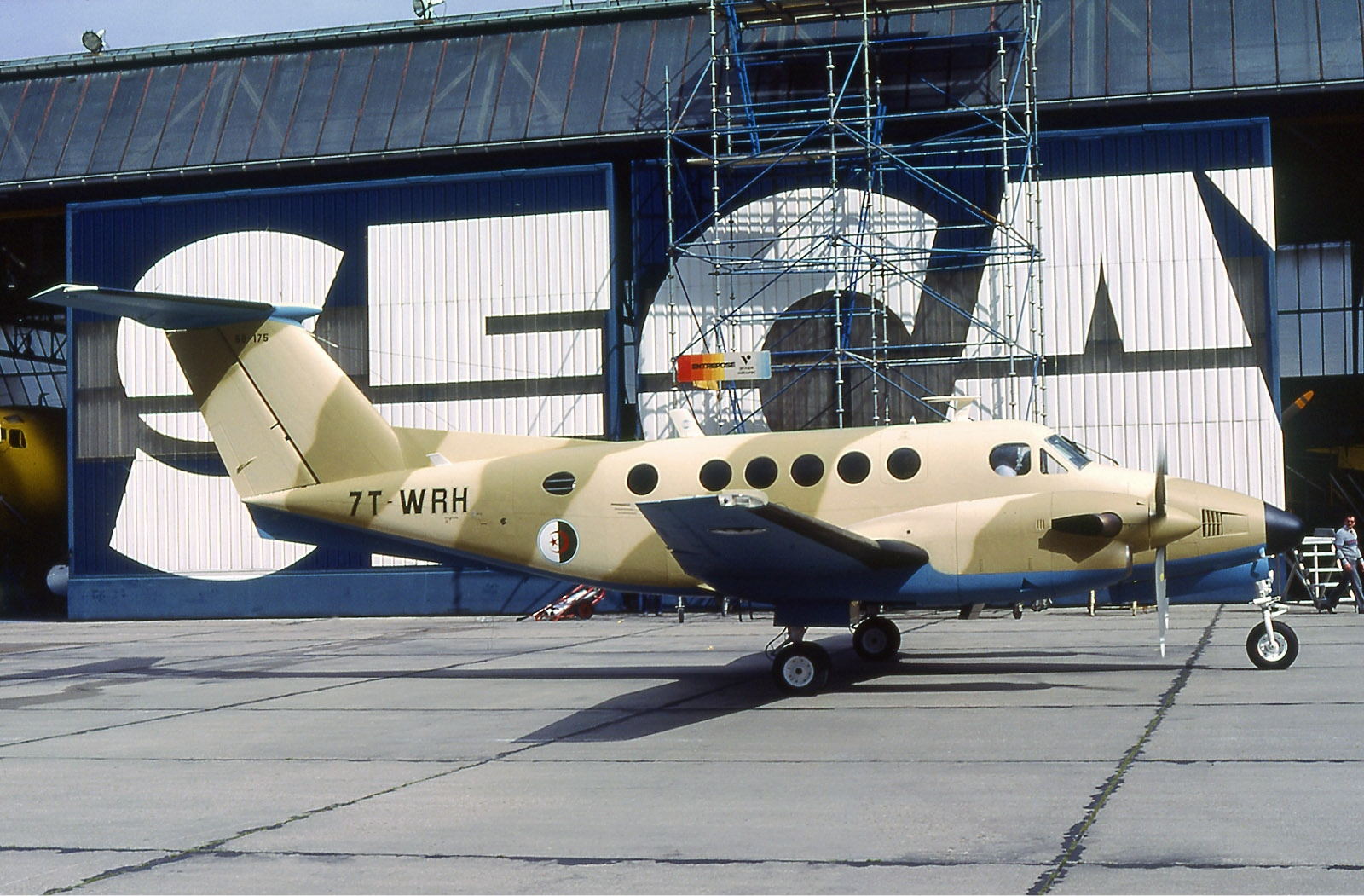
Super King Air 200

Do transportu rządu i prezydenta wykorzystywana jest flota: 1 Airbus A340-500, 1 Gulfstream V, 3 Gulfstream III.